# درونیابی دوخطی

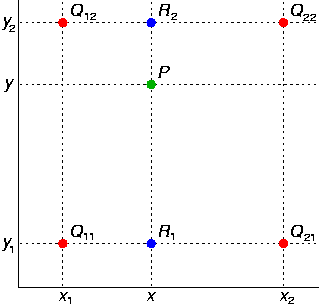
چهار نقطه قرمز نقاط داده و نقطه سبز نقطه مورد نظر ما برای درونیابی است.

درونیابی دوخطی (به انگلیسی: Bilinear interpolation) در ریاضیات توسعه درونیابی خطی است که بر روی دو متغیر در جدول دو بعدی معمولی عمل می‌کند. تابع‌های درونیابی شده نباید از جمله‌های {\displaystyle x^{2}} یا {\displaystyle y^{2}} استفاده کند و تنها {\displaystyle xy} که حالت دو خطی دو متغیر است استفاده خواهند شد.

مقایسه بین چند نوع درون یابی.

ایده اصلی درونیابی دو خطی این است که در ابتدا درونیابی در یک جهت انجام شود و پس از این کار مجدد درونیابی در جهت دیگر هم بدست بیاید. با وجود این که هر گام الگوریتم خطی هستند پاسخ نهایی بدست آمده دیگر خطی نیست.

## الگوریتم

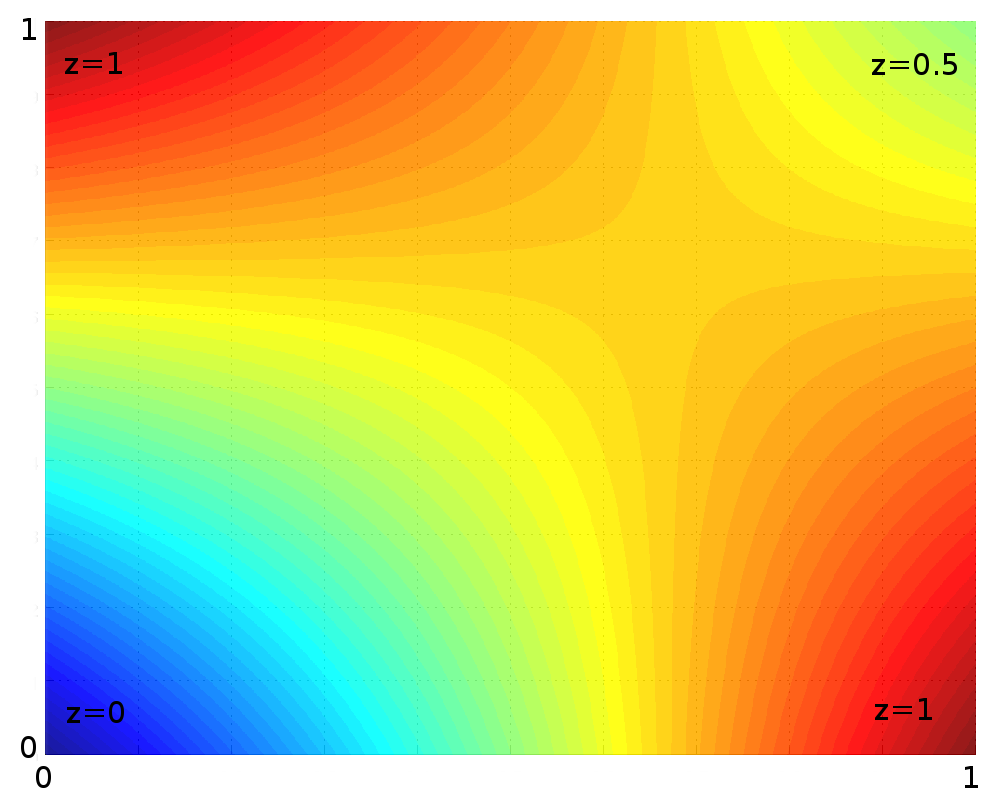
مثال درونیابی دوخطی روی مربع واحد با مقدارهای z ۰،۱،۱ و ۰.۵ همانطوری که نشان داده شده و مقدارهای درونیابی شده بین آنها با رنگ مشخص شده است.

فرض کنید مقدار ناشناخته تابع f در نقطه P = (x، y) مدنظر باشد. اینگونه فرض خواهد شد که مقادیر f در نقاط Q11 = (x1، y1)، Q12 = (x1، y2)، Q21 = (x2، y1) و Q22 = (x2، y2) مشخص هستند.
ابتدا درونیابی در سمت x انجام خواهد شد و نتیجه زیر بدست می‌آید:
{\displaystyle f(R_{1})\approx {\frac {x_{2}-x}{x_{2}-x_{1}}}f(Q_{11})+{\frac {x-x_{1}}{x_{2}-x_{1}}}f(Q_{21})}
که در آن {\displaystyle R_{1}=(x,y_{1})}،
{\displaystyle f(R_{2})\approx {\frac {x_{2}-x}{x_{2}-x_{1}}}f(Q_{12})+{\frac {x-x_{1}}{x_{2}-x_{1}}}f(Q_{22})}
که در آن {\displaystyle R_{2}=(x,y_{2}).}
با درونیابی در سمت y ادامه خواهیم داد.
{\displaystyle f(P)\approx {\frac {y_{2}-y}{y_{2}-y_{1}}}f(R_{1})+{\frac {y-y_{1}}{y_{2}-y_{1}}}f(R_{2}).}
بدین ترتیب مقدار تقریبی (f (x، y بدست می‌آید.
{\displaystyle {\begin{aligned}f(x,y)\approx &\,{\frac {f(Q_{11})}{(x_{2}-x_{1})(y_{2}-y_{1})}}(x_{2}-x)(y_{2}-y)\,+\\&\,{\frac {f(Q_{21})}{(x_{2}-x_{1})(y_{2}-y_{1})}}(x-x_{1})(y_{2}-y)\,+\\&\,{\frac {f(Q_{12})}{(x_{2}-x_{1})(y_{2}-y_{1})}}(x_{2}-x)(y-y_{1})\,+\\&\,{\frac {f(Q_{22})}{(x_{2}-x_{1})(y_{2}-y_{1})}}(x-x_{1})(y-y_{1})\\=&\,{\frac {1}{(x_{2}-x_{1})(y_{2}-y_{1})}}{\Big (}f(Q_{11})(x_{2}-x)(y_{2}-y)\,+\\&\,\qquad \qquad \qquad \qquad \;\;f(Q_{21})(x-x_{1})(y_{2}-y)\,+\\&\,\qquad \qquad \qquad \qquad \;\;f(Q_{12})(x_{2}-x)(y-y_{1})\,+\\&\,\qquad \qquad \qquad \qquad \;\;f(Q_{22})(x-x_{1})(y-y_{1})\quad {\Big )}.\end{aligned}}}